# Det gode og det onde
Det gode og det onde er en dansk film fra 1975, skrevet og instrueret af Jørgen Leth.

## Medvirkende
- Claus Nissen
- Ulla Gottlieb
- Holger Juul Hansen
- Ulf Pilgaard
- Ghita Nørby
- Lars Knutzon
- Kirsten Peüliche
- Jørgen Reenberg
- Ann-Mari Max Hansen
- Ib Mossin
- Diana Benneweis
- Bent Christensen
- Hans Jørgen Jacobsen
- Dan Turèll
- Ole Ritter
- Anniqa